# Новгородківська волость
Новгородківська волость — історична адміністративно-територіальна одиниця Олександрійського повіту Херсонської губернії.
Станом на 1886 рік складалася з 7 поселень, 5 сільської громади. Населення — 15124 осіб (2391 осіб чоловічої статі та 2536 — жіночої), 2631 дворових господарства.
|                     | Площа, десятин | У тому числі орної, дес. |
| ------------------- | -------------- | ------------------------ |
| Сільських громад    | 31164          | 18409                    |
| Приватної власності | —              | —                        |
| Казенної власності  | 13802          | 3891                     |
| Іншої власності     | 270            | 160                      |
| Загалом             | 45236          | 22460                    |

Найбільші поселення волості:
- Новгородка (Куцівка) — містечко при річці Вершино-Кам'янка за 50 верст від повітового міста, 4928 осіб, 819 дворів, православна церква, єврейський молитовний будинок, школа, 17 лавок, винний склад, постоялий двір, винний склад, 4 ярмарки на рік: Олексіївська 17 березня, Вознесенська, Іллінська 20 липня та 8 листопада, базари по п'ятницях та неділях.
- Губівка — село при річці Інгул, 3253 особи, 573 двори, 2 православні церкви та школа.
- Інгульська Кам'янка — село при річках Інгул та Кам'янка, 3322 особи, 560 дворів, православна церква, школа та 6 лавок, базари по неділях.
- Калинівка — село при річці Інгул, 2139 осіб, 332 двори, православна церква та школа.
- Новогригорівка (Маржанівка) — село при річці Інгул, 1482 особи, 245 дворів, православна церква та лавка.